# آدریانو پیکسه
آدریانو پیکسه (انگلیسی: Adriano Peixe؛ زادهٔ ۲ مهٔ ۱۹۸۰) بازیکن فوتبال اهل برزیل است.